# Enrique de Sully
Enrique IV, señor de Sully, de Seuli o Sulli (1282 - Navarra, 27 de enero de 1336) fue un noble francés del siglo XIV, gran tesorero del reino bajo el rey Felipe V de Francia, botellero de Francia desde 1317, presidente de la Cámara de Comptos hasta 1326 y gobernador del reino de Navarra (1328-1335), en ausencia de los reyes Juana II de Navarra y Felipe III de Navarra, junto a su primo hermano, Felipe de Melún, arcediano de Reims, y al señor de Archiac, Aymar.

## Biografía

### Familia
Enrique IV de Sully era hijo de Enrique III, señor de Sully, botellero de Francia bajo Felipe III de Francia, fallecido en 1285 y de Margarita de Beaumez.
Se casó con Juana de Vendôme (1275-1309), con quien tuvo nueve hijos.

### Consejero real
Consejero de Felipe el Hermoso al final de su régimen, Enrique de Sully se hizo más íntimo del segundo hijo del rey, Felipe de Poitiers. En 1316, al acceder este primero a la regencia y luego al trono, le recompensa con el prestigioso cargo de grand bouteiller (encargado de las bodegas) en 1317.

### Ministro de Felipe V
Enrique de Sully tuvo un papel clave en la administración del reino al convertirse en gran tesorero o «souverain du trésor». Mandaba sobre todos los funcionarios encargados de recaudar fondos: bailes, senescales, etc. Se rodeó de tres colaboradores: Jean Billouart, Gui Florent y Garin de Senlis. Entre 1317 y 1320, cinco ordenanzas sucesivas de Felipe V delimitaron el trabajo de los tesoreros. Todos los meses, Sully establecía un estado del Tesoro que enviaba al rey. Los estados se enviaron cada año a la Cámara de comptos, creada en 1320, que procedía a verificar esas cuentas. El gran tesorero era igualmente primer presidente de esta cámara, prueba de su gran importancia en materia financiera.
Más generalmente, la acción de Felipe V y de su consejero en materia financiera tendieron a burocratizar la administración del reino.
Enrique de Sully jugó igualmente un papel diplomático importante. Participó en la reconciliación entre el rey y su primo Eudes de Borgoña. En 1318, fue enviado como embajador ante el papa Juan XXII.
El mismo año, Sully tuvo una importante diferencia con Béraud de Mercœur, consejero real que lo acusó de traición. El rey tuvo que intervenir para poner fin a la querella entre los dos hombres.

### Gobernador de Navarra
Felipe V murió el 3 de enero de 1322. Su hermano Carlos IV le sucedió y reemplazó a Sully a la cabeza del Tesoro por uno de sus fieles, Pierre de Rémi. Se le encuentra de nuevo en el año 1323 en una embajada enviada a Westminster por Carlos de Valois, con el fin de casar a una de sus hijas con el hijo del rey de Inglaterra.
En 1329, Sully reaparece convirtiéndose en gobernador del reino de Navarra, en nombre del nuevo rey Felipe III de Navarra. En tal cargo, participó en los tratados diplomáticos con el fin de lanzar una cruzada contra el reino de Granada, proyecto que no llegó a buen fin.
En 1335, Navarra entró en guerra con el reino de Aragón y el gobernador de Sully se encargó de preparar la defensa del pequeño reino pirenaico.
Murió en activo en 1336, con 54 años de edad.